# Charity Navigator

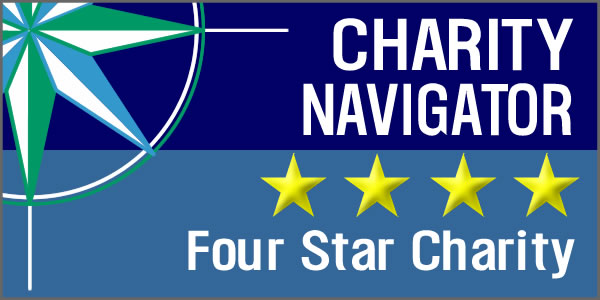
Charity Navigator Logo

Der Charity Navigator ist eine Institution, die wohltätige Non-Profit-Organisationen mit Sitz in den USA bewertet und ihnen Spendensiegel verleiht, wenn sie bestimmte Kriterien erfüllen. Die teilweise auch international operierenden Wohltätigkeitsorganisationen müssen steuerbefreit sein und ihre Finanzen jährlich für jeden offenlegen, der dies wünscht. Charity Navigator ist gemäß Learning to Give die weltweit größte Organisation dieser Art.

## Mission
Die Mission der Organisation ist, „wirkungsvolle Philanthropie für alle einfacher machen“. Die Spender sollen dabei wissen, wohin ihr Geld geht und spenden soll nicht nur etwas für die „Superreichen“ sein, mit denen die meisten Leute Wort Philanthropie verbinden.

## Geschichte
Da Pat und Marion Dugan eine steigende Anzahl von Skandalen bei Wohltätigkeitsorganisationen beobachtet haben, hat das Ehepaar 2001 Charity Navigator mit einem Gründungskapital von 1,5 Mio. US-Dollar in der Rechtsform einer „Private Foundation“ ins Leben gerufen. Pat Dugan hatte zuvor selbst Geld gespendet an Hale House, eine Organisation die in einen Skandal wegen Missmanagement und Kindesmissbrauch verwickelt wurde. Am 15. April 2002 ging die Webseite charitynavigator.org mit Berichten über 1.100 Organisation online mit Angaben zur finanziellen Gesundheit derselben basierend auf Form 990 der amerikanischen Steuerbehörden. 2006 wurde die Webseite vom Time Magazine in eine Bestenliste der 50 besten Webseiten aufgenommen.
2007 wurde in Zusammenarbeit mit „Network for Good“ die Möglichkeit für direkte Spenden über die eigene Internetseite geschaffen. 2008 ersetzt Ken Berger den bisherigen CEO Trent Stamp an der Spitze von Charity Navigator. Im April 2008 bewertete Charity Navigator über 5.000 Institutionen. Am 1. Juni 2010 wurde erstmals eine Organisation in die Donor Advisory List aufgenommen, in der vor Organisationen gewarnt wird, gegen die Vorbehalte bestehen. Im September 2011 wurde ein neues Bewertungssystem ins Leben gerufen, dass im Januar 2013 nochmals erweitert wurde. Das neue Bewertungssystem hat das zuvor für seine zu starke Gewichtung von finanziellen Aspekten kritisierte Bewertungssystem abgelöst, was zuvor dazu geführt hat, dass viele Organisationen auf erfahrene Angestellte verzichteten und weniger in Technik investierten, um ihre Kosten tief zu halten. Das neu eingeführte System gewichtete die finanzielle Gesundheit zu 33 %, Accountability zu 17 % und zu 50 % wird die tatsächliche Arbeit der Organisation gewertet.
Ebenfalls 2011 wurde die Organisation in eine Public Charity nach 501(c) umgeformt – womit die Organisation die eigenen Kriterien für eine Bewertung durch sich selbst erst 2019 erfüllt. Im Januar 2014 wurde eine weitere Watchlist gegründet, mit der bei Wohltätigkeitsorganisationen analog zur Donor Advisory List in drei Kategorien vor Vorbehalten gegenüber diesen Organisationen gewarnt wird – die separate Donor Advisory List wird in diese integriert. Ende 2014 hat Charity Navigator 8.000 Organisationen bewertet. Im August 2015 übernahm Michael Thatcher das Amt des CEO. Thatcher ist ehemaliger CTO bei Microsoft für den öffentlichen Sektor und soll mit seinen technischen Kenntnissen die Erweiterung des Ratingsystems begleiten. Der ehemalige CEO, Ken Berger, sollte der Organisation zunächst erhalten bleiben und wollte ein Buch über Charity Navigator schreiben. Im Juni 2016 wurde die Bewertungsmethode für die finanzielle Gesundheit der bewerteten Organisationen zuletzt angepasst.

## Organisation
2020 betrugen die Einnahmen etwa 5,9 Mio. US-$, demgegenüber standen Ausgaben von knapp 4,2 Mio. $. Die Organisation finanziert sich (2021) zu über der Hälfte aus Spenden von Einzelpersonen. Die Ausgaben entfallen zu etwa drei Viertel auf die Haupttätigkeit der Organisation, das restliche Viertel entfällt in etwa zu gleichen Teilen auf die Verwaltungs- und Spendensammelkosten. Anfang Juni 2022 beschäftigte die Organisation 31 Mitarbeiter.

### Board of Directors
Die Organisation wird von einem 18-köpfigen Board of Directors geleitet. Dieses setzt sich zum Großteil aus Persönlichkeiten aus der Wirtschaft zusammen. Mitglieder sind u. a.:
- Marie Wieck, Vorsitzende (früher General Manager bei IBM Middleware Group)[14]
- Michael Cooney, Stellvertretender Vorsitzender[15]
- Cheryl Black, Schatzmeisterin (Senior Managing Director bei J.P. Morgan)[16]
- Hope Lyons, Schriftführerin[17]
- Michael Thatcher, Präsident und CEO[18]

## Bewertung von Organisationen
Um vom Charity Navigator bewertet zu werden, müssen die teilweise auch international operierenden Wohltätigkeitsorganisationen gemäß 501(c) (3) steuerbefreit sein und ihre Finanzen innerhalb eines "Form 990" genannten Dokumentes jährlich für jeden offenlegen, der dies wünscht. Unter diesem Status müssen die Organisationen mindestens sieben Jahre tätig sein und zumindest in den letzten zwei Jahren mehr als 1 Million Dollar eingenommen haben, davon mindestens 500.000 US-Dollar oder 40 % aus öffentlichen Mitteln.
Nicht bewertet werden:
- Organisationen (z. B. die „Disabled American Veterans“ oder die „National Rifle Association“), die einen wesentlichen Teil ihrer Einnahmen für staatliche Lobbyarbeit verwenden dürfen.
- Private Stiftungen, da deren Art der finanziellen Offenlegung von der öffentlicher Organisationen unterschiedlich ist (Form 990-PF), was einen Vergleich kaum ermöglicht.
- Organisationen (z. B. religiöse), die von der Ausstellung des Form-990-Dokumentes befreit sind.
- Schulen und Universitäten wurden im Fiskaljahr 2016 ebenfalls aus der Bewertung entfernt.[20]

Das Hauptfeld der Bewertung ist die finanzielle Solidität einer NPO, damit die potenziellen Spender besser beurteilen können, wie viel ihrer Spenden wirklich in die Hilfsprojekte fließt. Daneben wird z. B. angegeben, wie mit persönlichen Daten umgegangen wird.

### Finanzielle Analyse
Zunächst werden sieben Einzelkriterien untersucht und, mittels Punkten (von 0 bis 10; 0 = schlechtestes Ergebnis, 10 = bestes), bewertet (siehe Folgendes). Daraus resultierend werden die Bewertungen für die organisatorische Effizienz und die organisatorische Kapazität (die nächsthöhere, allgemeinere Ebene) erstellt, indem die Punkte der Einzelkriterien zusammengezählt werden und in Sterne umgewandelt werden. Schließlich erfolgt als Ergebnis eine Gesamtbewertung der finanziellen Solidität der Organisation in Form von Sternen: 0 Sterne ist das schlechteste Ergebnis; 4 Sterne das beste.

### Organisatorische Effizienz
Die organisatorische Effizienz setzt sich aus vier Einzelkriterien zusammen:

#### Projektkosten
Wohltätige Organisationen unterstützen Projekte. Die Absicht der Spender ist es, dass möglichst viel von ihren Spenden in diese Projekte fließt. Dazu wird die Summe, die in die Projekte fließt, mit der Summe verglichen, die der Organisation insgesamt zur Verfügung steht. Verwendet eine Organisation weniger als ein Drittel der Gesamtsumme für ihre Projekte, wird dies vom Charity Navigator mit 0 Punkten bewertet.

#### Verwaltungskosten
Im Durchschnitt gilt: Werden mehr als 60 Prozent des Gesamtbudgets für Verwaltung aufgewendet, so sind dies 0 Punkte; bis zu 15 Prozent ergeben 10 Punkte. Allerdings unterscheidet der Charity Navigator noch zwischen der Art der Organisation: Beispielsweise erhalten Museen die volle Punktzahl, wenn sie 17,5 Prozent für Verwaltung ausgeben, während Hungerhilfen für die volle Punktzahl nur bis 3 Prozent Verwaltungsaufwand haben dürfen.

#### Kosten für die Spendenbeschaffung
Organisationen, die Spenden sammeln, geben Geld aus, um Geld zu bekommen. Für 10 Punkte sollten weniger als 10 Prozent dafür verwendet werden; werden Kampagnen über Rundfunk und Fernsehen geschaltet, sind 15 Prozent für die volle Punktzahl erlaubt. Bei mehr als 25 % (bzw. 35 %) gibt es 0 Punkte.

#### Effizienz der Spendenbeschaffung
Effiziente Organisationen verwenden weniger Geld, um mehr zu bekommen. Charity Navigator misst dies anhand der Kosten, die entstehen, um 1 Dollar zu beschaffen. Im Durchschnitt bis 0,10 Dollar = 10 Punkte; über 1 Dollar = 0 Punkte. Auch hier wird zwischen der Art der Organisation und den eingesetzten Werbemitteln differenziert.
Macht eine wohltätige Organisation Schulden, so sinkt auch deren Bewertung. Der Durchschnitt mehrerer Jahre wird errechnet und in Beziehung zu den Projektkosten gesetzt, d. h. der relative Anteil der jährlichen Verluste wird errechnet und von den Projektkosten abgezogen. Danach werden die Projektkosten bewertet.

### Organisatorische Kapazität
Das Wachstum einer wohltätigen Organisation wird einbezogen. Mit Wachstum sind hier zwei Aspekte gemeint: die Erhöhung des Spendenaufkommens und die Erweiterung der Projekte. Diese beiden Aspekte bilden zwei der drei Einzelkriterien für die organisatorische Kapazität. Die Wachstumsrate wird mit folgender Formel ausgerechnet: [(Yn/Y0)(1/n)]-1; n = Zeitintervall des betrachteten Zeitraumes, Y0 = erstes Jahr des betrachteten Zeitraumes, Yn = erstes Jahr des betrachteten Zeitraumes. Ergebnis ist eine Prozentzahl; über 6,3 = 10 Punkte, unter 3,7 = 0 Punkte bei der Erhöhung des Spendenaufkommens; bei der Erweiterung der Projekte: 10 % = 10 Punkte, 0 % = 0 Punkte.
Das dritte Kriterium ist das Bilden von Rücklagen. Dabei wird bewertet, wie lange eine Organisation ihre Programme aufrechterhalten kann, wenn alle Einnahmen wegbrechen. Die Punkte sind hier wieder von der Art der Organisation abhängig. Im Durchschnitt reicht ein Jahr für 10 Punkte.

## Kritik
Bereits im Juni 2013 hat Dan Pallotta an der TED den „Overhead-Mythos“ der zu hohen Administrativkosten der großen Charity Watchdog-Organisationen kritisiert. Dies führte dazu, dass Charity Navigator sowie auch GuideStar und Better Business Bureau Wise Giving Alliance in einem offenen Brief eingestanden, dass die „Overhead Ratio“ alleine ein schlechter Maßstab ist um gemeinnützige Organisationen zu bewerten und die Spender dazu aufforderten, ebenfalls andere Faktoren wie Transparenz, Führung und die Arbeit der Organisation zu berücksichtigen. Gleichlautende Kritik äußerte ein Jahr später der New-York-Times-Kolumnist Nicholas Kristof gegenüber dem Magazin The Chronicle of Philanthropy.
2015 wurde diese Kritik an der Overhead-Ratio nochmals von der „California Association of Nonprofits“ in einem offenen Brief spezifisch gegenüber Charity Navigator bekräftigt. Hierfür benutzte die Organisation im Brief eine Analogie von einer Firma, die zu sehr bei ihren Administrativkosten spart und dadurch schon bald mit Problemen wie ein undichtes Dach oder Stromausfällen zu kämpfen haben würde. Auch würde solch eine Firma zu wenig für angemessene Versicherung zahlen und das Training der Angestellten würde wohl vernachlässigt werden. Die „California Association of Nonprofits“ forderte dafür, dass CharityNavigator auch Freiwilligenarbeit werten sollte. Vertreter von Charity Navigator haben darauf geantwortet, dass sie dies gerne auch werten würden, jedoch die Freiwilligenstunden nicht in den entsprechenden Steuerformularen erhoben würden. Ebenfalls wurde kritisiert, dass Charity Navigator alle Gemeinkosten gleich wertete, sodass Fundraising und Kampagnen mit pädagogischen Charakter gleich gewertet werden.
Das Kiplinger’s Personal Finance hat Charity Navigator in den Jahren 2006, 2007, 2008, 2011 und 2016 in seine Jahresbestenliste aufgenommen.